# سجل من بحر كورتيز
سجل من بحر كورتيز هو كتاب باللغة الإنجليزية من تأليف الكاتب الأمريكي جون ستاينبيك نشر في عام 1951. يشرح رحلة استكشافية مدتها ستة أسابيع لجمع العينات البحرية (11 مارس -20 أبريل) قام بها بالقارب في عام 1940 في مواقع مختلفة في خليج كاليفورنيا (المعروف أيضًا باسم بحر كورتيز)، مع صديقه، عالم الأحياء البحرية إد ريكيتس. يُعتبر واحدًا من أهم أعمال ستاينبيك غير الخيالية بشكل رئيسي بسبب مشاركة ريكيتس، الذي قَولَب تفكير ستاينبيك وقدّم النموذج الأولي للعديد من الشخصيات المحورية في رواياته، والرؤى التي تقدمها لفلسفات الرجُلَين.
سجل من بحر كورتيز هو الجزء السردي من عمل سابق غير ناجح، بحر كورتيز: مجلة سفر وأبحاث ترفيهية، والتي نشرها ستاينبيك وريكيتس بعد وقت قصير من عودتهما من خليج كاليفورنيا، ودمجا يوميات حملة جمع المعلومات، التي أعاد ستاينبيك العمل بها، مع كتالوج الأنواع لـ ريكيتس. بعد وفاة ريكيتس في عام 1948، فصل ستاينبيك كتالوج الأنواع عن العمل السابق وأعاد نشره مع تأبين لصديقه كمقدمة.

## تحليل العنوان
يحمل عنوان "سجل من بحر كورتيز" (The Log from the Sea of Cortez) كثافة دلالية تتجاوز المعنى المباشر، ليدلّ على نوع من الكتابة المركّبة التي تمزج بين التوثيق والرحلة، بين العلمي والشخصي، بين الخارجي والتأملي. فكلمة "سجل" (Log) تحيل تقليديًا إلى سجلات البحّارة أو قبطان السفينة، حيث تُدوَّن فيها الوقائع اليومية للرحلة: الموقع، الأحوال الجوية، المسارات، الملاحظات، وغيرها. لكن ستاينبيك يُحمّل هذا المصطلح طابعًا أدبيًا وفلسفيًا، فيجعله سجلًا للذات أيضًا، ولأسئلة الإنسان عن نفسه والعالم من خلال تأمله في الطبيعة والكائنات الصغرى على شواطئ خليج كاليفورنيا.
أما "بحر كورتيز"، المعروف أيضًا بخليج كاليفورنيا، فلا يظهر فقط كمجال جغرافي غني بالتنوع البيولوجي، بل يتحول تدريجيًا إلى فضاء رمزي للتفكير في النظام الكوني، والارتباط العضوي بين الإنسان والكائنات الأخرى. البحر هنا ليس مجرد موضع للرحلة، بل مجال للمعرفة، ومرآة تعكس ترددات الحياة بكل تعقيداتها.
وبهذا، يفتح العنوان بابًا لتلقي العمل بوصفه تجربة معرفية – وجدانية مزدوجة، لا تقتصر على ملاحظة العالم بل على إعادة كتابة علاقة الإنسان به. إن السجل ليس تقريرًا جامدًا، بل هو نص ينبض بالتساؤل، والبحر ليس سطحًا أزرق، بل مختبر فلسفي حي يسائل الفرد عن مكانه في الكون. بهذا المعنى، يندرج العنوان ضمن تقاليد "أدب الرحلة التأملي"، لكنه يتفرّد ببعده البيئي والعلمي المتداخل مع الشعرية والحنين، ويشكّل مفتاحًا لفهم طموح الكتاب إلى تجاوز النوع الأدبي، ليصير نصًا عابرًا للحدود بين التجريب المعرفي والسرد الأدبي.

## رحلة

### خلفية
التقى ستاينبيك بريكيتس في عام 1930 من خلال مصلحة مشتركة بينهما في علم الأحياء البحرية. عاش ريكيتس حياة متواضعة كبيولوجي احترافي من خلال إعداد وبيع عينات من المجموعات الحيوانية لمناطق المد والجَزْر إلى المختبرات والجامعات من مختبره الصغير في كانري رو، وأمضى ستاينبيك ساعات طويلة في المختبر في شركة ريكيتس. كان ريكيتس مصدر إلهام لشخصية «دوك» الثمل طيب القلب، والتي ظهرت في الروايات التي جرت أحداثها في مونتيري وما حولها، وتنعكس عناصر شخصيته في العديد من الشخصيات المهمة في روايات ستاينبيك.

حقق كل من ستاينبيك وريكيتس قدرًا من الضمان والتقدير في عملهما بحلول عام 1939: استفاد شتاينبك من روايته الأولى الناجحة، شقة الترتية، مع نشر كتاب عناقيد الغضب، ونشر ريكيتس كتاب بين المد والجَزْر في المحيط الهادئ، الذي أصبح الكُتيّب النهائي لدراسة حيوانات مناطق المد والجزر في ساحل المحيط الهادئ في الولايات المتحدة ذات الحد المشترك. كان ستاينبيك مرهقًا ويبحث عن بداية جديدة؛ وكان ريكيتس يبحث عن تحدٍّ جديد. لطالما فكر الرجلان في إنتاج كتاب معًا، وفي تغيير الوتيرة لكليهما، بدأا العمل على دليل الأنواع المعروفة في مناطق المد والجزر في خليج سان فرانسيسكو. لم يتوصل الكتاب إلى شيء، لكنه دفعهم للقيام برحلة إلى بحر كورتيز. في البداية خططوا للقيام برحلة بريّة إلى مكسيكو سيتي كاستراحة من عملهم على الكُتيّب، ولكن مع مرور الوقت أصبحا أكثر اهتمامًا برحلة جمع حول خليج كاليفورنيا. دوّن ريكيتس في يومياته:
قال جون: «إذا كان لديك هدف، مثل جمع العينات، فإن ذلك يضع توجهًا أوضح بكثير لأي رحلة، ويجعلها أكثر إثارة للاهتمام.»... ثم قال، «سنكتب كتابًا عن ذلك بحيث يأتي بعائدات أكثر من مجرد تعويض تكاليف الرحلة».
وفرت لهم الرحلة الاستكشافية لجمع العينات على طول ساحل المحيط الهادئ وصولاً إلى المكسيك فرصة للاسترخاء، وبالنسبة لستاينبيك، فرصة للهروب لفترة وجيزة من الجدل المتصاعد حول عناقيد الغضب. كان ريكيتس، الذي يعاني بسبب انتهاء علاقته طويلة الأمد مع امرأة متزوجة في مونتيري، سعيدًا بالفرار أيضًا. لقد خططوا لجمع عينات من برك الصخور والمد والجزر وخط الشاطئ المكتشف بين المد والجزر، وهو ما سيسمح لهم ببناء صورة للنظام البيئي الكلي في الخليج. ويمكن التعرف على العينات المحفوظة من الحيوانات التي جمعوها وفهرستها أو بيعها عند عودتهما.        
في مطلع عام 1940، استأجر ستاينبيك وريكيتس قاربًا لصيد السردين في خليج مونتيري، ذا ويسترن فلاير، مع طاقم مكون من أربعة أفراد، وأمضيا ستة أسابيع مسافرين على ساحل خليج كاليفورنيا لجمع عينات بيولوجية. رافق ستاينبيك زوجته، كارول، إلى جانب ريكيتس وأعضاء الطاقم الأربعة المذكورين في الكتاب. أمِل ستاينبيك بأن تساعده الرحلة في إنقاذ زواجهما الفاشل، ولكن يبدو أن كان لها تأثيرًا معاكسًا: انتهى الزواج بعد عودتهما بوقت قصير. كان محامي ستاينبيك وصديقه، توبي ستريت، على متن القارب حتى سان دييجو.

## الأسلوب واللغة
يمثّل كتاب سجلّ من بحر كورتيز (The Log from the Sea of Cortez) لــجون ستاينبيك علامة فارقة في أدب الرحلات والتأمل العلمي-الفلسفي، ويتميّز عن مجمل أعماله بخصوصية فريدة تتجلى في طبيعة الخطاب المزدوج: خطاب علمي دقيق يستند إلى ملاحظات عالم الأحياء البحري إيد ريكيتس، وخطاب أدبي مفعم بالتأملات الوجودية، واللغة الشعرية، والرؤية الكونية المتشابكة. هذا التهجين السردي بين العلم والأدب هو ما يجعل هذا العمل متفرّدًا، ليس فقط في مسيرة جون ستاينبيك، بل ضمن أدب القرن العشرين كله.
ففي هذا العمل، لا يكتفي جون ستاينبيك بمجرد وصف الأنواع البحرية التي جمعها مع  إيد ريكيتس خلال رحلتهما إلى خليج كاليفورنيا سنة 1940، بل يتجاوز حدود العلم ليدخل في أسئلة فلسفية عن الحياة والموت، والعلاقة بين الكائن والفلك، والإنسان والمنظومة الطبيعية. فالكائنات البحرية الصغيرة التي يُسجّلها، من قشريات وأسماك نادرة، لا تُقدَّم كمجرد كائنات مصنّفة، بل تتحوّل إلى رموز حية لحالات الإنسان الداخلية. وكأنّ الرحلة البيولوجية إلى أعماق البحر هي أيضًا رحلة إلى أعماق الذات.
الناقد جون تيمرمان يرى أن هذا النص يقدم ما يمكن تسميته بـ"نموذج مبكر للكتابة البيئية"، لأن جون ستاينبيك  لم ينظر إلى الطبيعة كموضوع خارجي منفصل، بل ككائن حي متكامل ينتمي إليه الإنسان ويشاركه المصير. فمفهوم "الكل" – الذي كان ريكيتس يلحّ عليه في ملاحظاته البيولوجية – يتحوّل في السرد إلى مبدأ تأملي شامل، يرى في المدّ والجزر، وتنوّع القواقع، وتكرار الظواهر البحرية، استعارات لأنماط الحياة البشرية: التكرار، والاختلاف، والانقراض، والاستمرارية.
ولعل أبرز ما يميّز هذا العمل هو أنه لا يقدّم وصفًا ميكانيكيًا للطبيعة، بل يحاول أن يُبرِز كيف أن الأنظمة البيئية هي مرآة للأنظمة البشرية، وأن ما يهدّد الشعاب المرجانية يهدّدنا أيضًا، وأن وحدة الحياة تتطلب تجاوز الحدود بين العلوم الإنسانية والعلوم الطبيعية. ولذا، فإن هذا الكتاب يمكن اعتباره لبنة تأسيسية في أدب البيئة (ecocriticism)، قبل أن يظهر هذا المصطلح بسنوات.
إن سجل من بحر كورتيز ليس كتاب علم، ولا رواية، ولا تأملات فقط، بل هو رحلة سردية مركبة تحمل طابع اليوميات، والبيولوجيا، والتفلسف، والروحانية، وكل ذلك بأسلوب شعري هادئ، يجعل القارئ يشعر أن الكائنات البحرية التي يتم وصفها ليست غريبة عنا، بل امتدادٌ لكينونتنا الهشة والغامضة.

## البعد الأدبي والفلسفي
يمثل سجل من بحر كورتيز منعطفًا فريدًا في مسيرة جون ستاينبيك الأدبية، حيث يخرج من النطاق الروائي الصرف إلى مجال الكتابة غير التخيلية، لكن دون أن يتخلى عن صوته الأدبي المتأمل في الإنسان والطبيعة والوجود. فالكتاب لا يقدّم مجرّد يوميات علمية لرحلة بحرية، بل يمزج بين السرد الرحلي، والتأمل الفلسفي، والملاحظة البيولوجية، ما يجعله نصًا هجينًا قائمًا على تفاعل الأدب بالعلم، والحياة بالمجاز.
يمثل الكتاب تجسيدًا لصداقة جون ستاينبيك بعالم الأحياء إد ريكيتس، الذي لم يكن مجرد رفيق في الرحلة، بل كان منبعًا فلسفيًا وروحيًا أثر في طريقة تفكير الكاتب، وشكّل النواة الفكرية لبعض أبرز شخصياته، مثل "دوك" في شارع السردين (Cannery Row) و"صديق الطبيعة" في الشتاء الساخن لجورجيا. وكما يشير الباحث ريتشارد أسترو سنة 1971، فإن العلاقة بين جون ستاينبيك وريكيتس تجاوزت التعاون إلى ما يشبه التكامل العقلي، حيث مثّل ريكيتس للمؤلف نافذة على رؤى فلسفية عميقة حول الارتباط بالنظام البيئي، ومكان الإنسان داخله.

## الموت والغياب
بعد وفاة إد ريكيتس المفاجئة سنة 1948، قرر جون ستاينبيك فصل الجزء العلمي من الكتاب الأصلي الذي نُشر عام 1941 باسم Sea of Cortez: A Leisurely Journal of Travel and Research، وأعاد تحرير اليوميات ونشرها عام 1951 تحت عنوان The Log from the Sea of Cortez، مضيفًا إليها مقدمة طويلة عاطفية بعنوان "عن إدوارد ريكيتس". في هذه المقدمة، يتحول النص من كونه وثيقة علمية إلى نص رثائي، يُخلّد فيه ستاينبيك صديقه ومرشده الروحي والعقلي.
بهذا، يصبح الكتاب شهادة على الصداقة، وعلى التشارك في المعرفة والتجربة، وعلى قيمة الإنسان الذي غادر، لكن ظله بقي حاضرًا في كل صفحة. يرى بعض النقاد أن هذه المقدمة هي من أقوى نصوص ستاينبيك الشخصية، وفيها يظهر صوته الحر غير الخاضع لأي رقابة سياسية أو تجارية.